# NO FUTURE
「NO FUTURE」（ノー・フューチャー）は相川七瀬の18枚目のシングル。2001年1月31日に19枚目のシングル「〜dandelion〜」と同時発売。

## 解説
「NO FUTURE」は毎日放送制作・TBS系アニメ『ゾイド新世紀スラッシュゼロ』オープニングテーマ。相川初のアニメ・タイアップ。プロデューサーの布袋寅泰もアニメソングを初めて手掛けた楽曲。布袋は今回、編曲には携わっていない。織田哲郎がバックコーラスで参加。

## 収録曲
作詞：相川七瀬　作曲：布袋寅泰　編曲：KANAME
1. NO FUTURE
2. Dearest:my friend

## 収録アルバム
NO FUTURE
- Purānā
- ID：2
- NANASE AIKAWA BEST ALBUM "ROCK or DIE"（メモリアル盤のみ）

## 参加ミュージシャン
- KANAME - ギター、ベース、プログラミング
- 織田哲郎 - コーラス

## 収録アルバム
- ゾイド新世紀スラッシュゼロ オリジナルサウンドトラックス01　インストゥルメンタルver・TVサイズverを収録。
- NANASE AIKAWA BEST ALBUM "ROCK or DIE"
- ID:2